# PureBasic

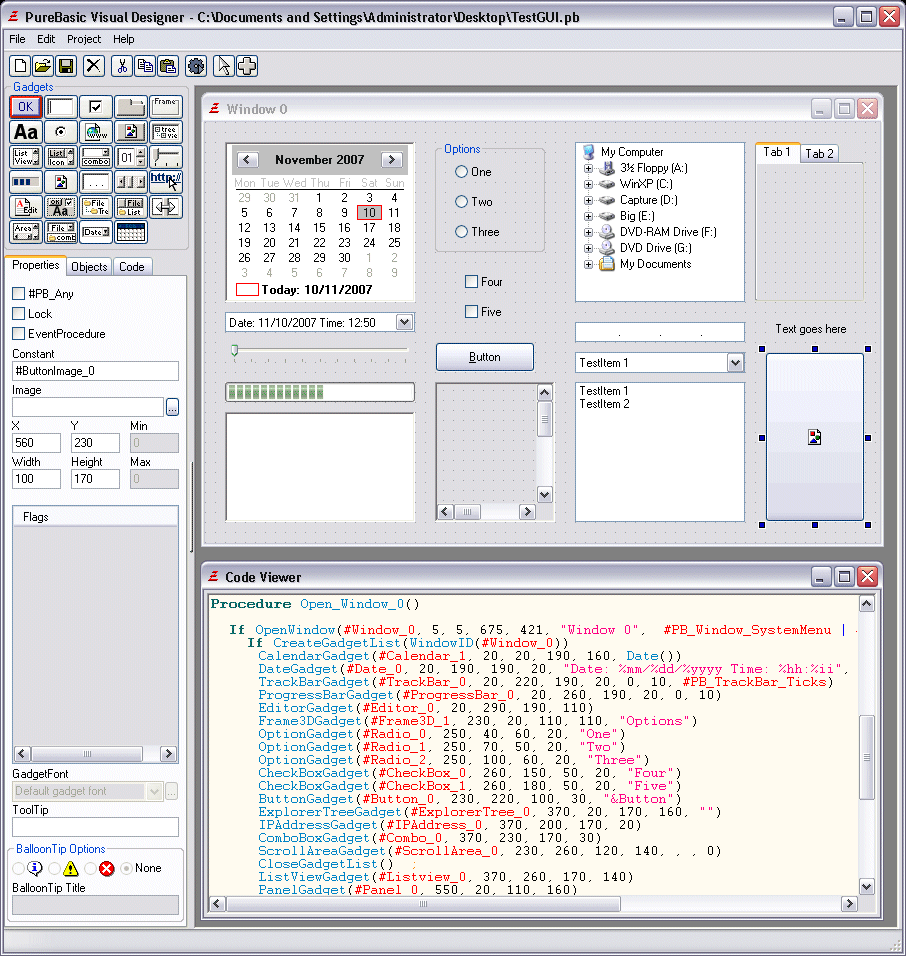
Interfaz del compilador PureBasic

PureBasic es un compilador de un dialecto del lenguaje de programación BASIC. Incluye entorno de programación, con un amplio repertorio de instrucciones y librerías. Una de sus principales características frente a otros es la de generar ejecutables muy rápidos y pequeños. Puede compilar programas para Microsoft Windows, Linux, Mac OS X y AmigaOS a partir del mismo código fuente. Ha sido creado por la empresa francesa Fantaisie Software.
Permite usar directamente las funciones de la API del sistema operativo, como cualquier otra función. Así mismo, es posible añadir directamente instrucciones en ensamblador (ASM) que operen con las variables utilizadas por el código BASIC. Así, el programador puede optimizar partes del código en las cuales la velocidad de proceso es fundamental. Gracias a su versatilidad y a su facilidad de aprendizaje y uso, es muy sencillo crear en poco tiempo tanto juegos como aplicaciones, para lo cual incluye un diseñador visual de ventanas y controles.
He aquí un ejemplo de un programa sencillo en PureBasic:
```
   OpenConsole()
     Print("¡Hola, mundo!")
     Delay(3000)
   CloseConsole()
```

El mismo ejemplo con uso de variables:
```
 Texto.s = "¡Hola, mundo!" ;El texto es guardado en una variable de texto(ver el .s al 
                           ;final  de la variable)
  OpenConsole() ;Abre la consola
   Print(Texto.s) ;Imprime el mensaje en pantalla
   Delay(3000) ;Hace una pausa de 3000 ms
  CloseConsole() ;Cierra la consola
```

PureBasic, se puede también comparar con otros lenguajes tales como Visual Basic. He aquí un ejemplo sobre como mostrar el mismo mensaje en una caja de mensaje...:
En Visual Basic:
```
 MsgBox "HOLA", vbOKOnly, "Hola, Mundo"
```

En PureBasic:
```
 MessageRequester("HOLA", "Hola, mundo",#PB_MessageRequester_Ok) 
```